# توماس لينكولن كيسي سينيور
توماس لينكولن كيسي سينيور (بالإنجليزية: Thomas Lincoln Casey, Sr.) هو عسكري أمريكي، ولد في 10 مايو 1831 في ساكت هاربور في الولايات المتحدة، وتوفي في 25 مارس 1896 في واشنطن العاصمة في الولايات المتحدة.